# San Andrés Metla
San Andrés Metla är en ort i Mexico Citys storstadsområde i Mexiko. Den ligger i kommunen Cocotitlán som tillhör Mexiko, i den centrala delen av landet. San Andrés Metla hade 1 629 invånare vid folkmätningen 2010.